# Walter Hammer (SS-Mitglied)
Walter Robert Hammer (* 30. Juni 1907 in Hagen; † 21. Februar 2003 in München) war im nationalsozialistischen Deutschen Reich SS-Obersturmbannführer und Regierungsrat, Führer des Einsatzkommandos 2 der Einsatzgruppe IV der Sicherheitspolizei im deutsch besetzten Polen, Kommandeur der Sicherheitspolizei und des SD (BdS) Warschau, Leiter der Amtsgruppe VI E im Reichssicherheitshauptamt.

## Leben
Der Sohn eines Rektors studierte zuerst an Freiburg im Breisgau, später in Münster und Göttingen Rechts- und Staatswissenschaften. Nach seiner Promotion 1931 in Göttingen arbeitete er am Gericht in Hagen und trat zum 1. Mai 1933 der NSDAP (Mitgliedsnummer 3.196.199) und der SA bei. Wie er nach dem Ende des Zweiten Weltkriegs angab, wechselte er im Juli 1935 aus Karriererwägungen zur Gestapo (SS-Nummer 280.155). Vom 9. November 1936 bis 1938 war er als Regierungsassessor bei der Staatspolizeistelle in Erfurt. Anschließend leitete er bis August 1939 die Staatspolizeistelle Schneidemühl in Pommern.
Im Rahmen der Einsatzgruppen der Sicherheitspolizei (Sipo) beim Überfall auf Polen, wurde Hammer zum Führer des Einsatzkommandos (EK) 2 der Einsatzgruppe (EGr) IV (Führer SS-Brigadeführer Lothar Beutel) bestimmt. Diese bestand aus zwei Einsatzkommandos:
- EK 1/IV: SS-Sturmbannführer und Regierungsrat Helmut Bischoff
- EK 2/IV: SS-Sturmbannführer und Regierungsrat Walter Hammer

Die gesamte EGr IV führte auf Befehl Beutels am 12. September 1939 eine „Vergeltungsmaßnahme“ für den sogenannten „Bromberger Blutsonntag“ durch. Bei dieser terroristischen Aktion wurden nach Aussagen Hammers vor der Staatsanwaltschaft am Landgericht Berlin am 20. Juli 1965 mindestens 80 Polen erschossen. Die Staatsanwaltschaft vermerkte allerdings auch, dass Hammer ebenfalls ausgesagt hatte, die Erschießungen hätten den ganzen Tag angedauert. Von daher ist von einer weit höheren Opferzahl auszugehen.
Nach Auflösung der Einsatzgruppen der Sipo im Herbst 1939 wurde Hammer als Regierungsrat zum Kommandeur der Sipo und des SD in Warschau bestellt. Als Abteilungsleiter in der Gestapoabteilung beim Befehlshaber der Sipo und des SD (BdS) in Den Haag von Januar 1941 bis Februar 1942 war er an den juristischen Vorbereitungen für die Errichtung der Zentralstelle für jüdische Auswanderung in Amsterdam beteiligt.
Ab Juni 1942 bis September 1943 leitete Hammer die Amtsgruppe VI E (Erkundung weltanschaulicher Gegner im Ausland) des Auslandsnachrichtendienstes (VI) im Reichssicherheitshauptamt (RSHA) als Nachfolger von SS-Obersturmbannführer Helmut Knochen.
Im Herbst 1943 wurde er dem BdS Verona zugeteilt. Sein Nachfolger im RSHA Amt VI E wurde SS-Sturmbannführer Wilhelm Waneck (* 1909). Am 9. Mai 1945 wurde er in Prag verhaftet.
Noch im Mai 1945 geriet Hammer zunächst in tschechoslowakische und dann in sowjetische Gefangenschaft. Von einem sowjetischen Militärgericht wurde er zu 25 Jahren Arbeitslager verurteilt. Aufgrund der Vereinbarung zwischen Bundeskanzler Konrad Adenauer und dem sowjetischen Verteidigungsminister Nikolai Alexandrowitsch Bulganin konnte er im Dezember 1955 nach Deutschland zurückkehren.
Wegen der Erschießungen bei Bromberg wurde Hammer im Mai 1965 inhaftiert, jedoch im November wieder freigelassen. Ein entsprechendes Ermittlungsverfahren der Staatsanwaltschaft Berlin gegen ihn wurde Anfang 1971 eingestellt. Neben Lothar Beutel (ehemaliger Führer der EGr IV) und Helmut Bischoff (ehemaliger Führer des EK 1/IV) wurde auch er wegen mangelnder Beweise mit Beschluss des Landgerichts Berlin vom 26. März 1971 außer Verfolgung gesetzt.

## Dissertation
- Das Verhältnis der Unterlassungs- zur Duldungspflicht, Schwerte 1931 (Göttingen, R.- u. staatswiss. Diss.) DNB